# Never Back Down
Never Back Down är en amerikansk långfilm från 2008 i regi av Jeff Wadlow, med Sean Faris, Amber Heard, Cam Gigandet och Evan Peters i rollerna.

## Rollista
| Sean Faris      | – Jake Tyler    |
| Amber Heard     | – Baja Miller   |
| Cam Gigandet    | – Ryan McCarthy |
| Evan Peters     | – Max Cooperman |
| Leslie Hope     | – Margot Tyler  |
| Djimon Hounsou  | – Jean Roqua    |
| Wyatt Smith     | – Charlie Tyler |
| Drew Sidora     | – Tiffany West  |
| Tilky Jones     | – Eric          |
| Zach Myers      | – Jeff          |
| Neil Brown, Jr. | – Aaron         |
| Robin Forsberg. | – Robin         |